# Lost in the Supermarket
Lost in the Supermarket (en español "Perdido en el supermercado") es una canción de la banda punk The Clash lanzada en su álbum más reconocido por la crítica musical, London Calling. La canción es una crítica al consumismo.

## Letra y Música
Una de las canciones más lentas de London Calling, trata sobre como Joe Strummer imaginaba la infancia de su compañero de grupo, Mick Jones, viviendo y creciendo con su mamá y su abuela en los suburbios.

Hearing Mick's soft voice over the studio speakers singing "Lost in a Supermarket", and its story of high-raise walls (en español: Escuchar la suave voz de Mick en los micrófonos del estudio cantando "Lost in the Supermarket" es una historia de superación)
Joe Strummer

El supermercado referido en la canción queda muy cerca del departamento de la abuela de Mick.
Al bajo de Paul Simonon y la batería pacífica de Topper Headon se junta la guitarra melódica pero triste de Mick Jones, que pone la voz para esta canción, que suena a una declaración de desesperación. En esta pista se combina el rock con la música disco de esos tiempos.